# APOP Kinyras Peyias FC
APOP Kinyras Peyias FC (řecky: Αθλητικός Ποδοσφαιρικός Ομιλος Πέγειας Κινύρας) byl kyperský fotbalový klub sídlící ve městě Peyia. Byl založen v roce 2003. Zanikl v roce 2012 díky své finanční situaci.

## Vyhrané domácí trofeje
- Kyperský fotbalový pohár ( 1x )
  - 2009

## Poslední soupiska
| Číslo |             | Pozice | Hráč                        |
| ----- | ----------- | ------ | --------------------------- |
| 2     | Kypr        | O      | Kyriacos Kyriacou           |
| 3     | Kypr        | O      | Stefanos Matsoukas          |
| 4     | Slovensko   | Ú      | Andrej Hesek                |
| 5     | Kypr        | Z      | Lambros Fylaktou            |
| 6     | Řecko       | O      | Theodoros Galanis (Kapitán) |
| 7     | Zimbabwe    | Ú      | Obadiah Tarumbwa            |
| 8     | Kypr        | Z      | Michalis Agathangelou       |
| 9     | Kypr        | Ú      | Constantinos Constantinou   |
| 10    | Portugalsko | Ú      | Ricardo Catchana            |

| Číslo |             | Pozice | Hráč                       |
| ----- | ----------- | ------ | -------------------------- |
| 12    | Portugalsko | B      | José Eduardo (Vicekapitán) |
| 16    | Kypr        | Z      | Pavlos Pafitis             |
| 20    | Kypr        | O      | Koullis Kyriacou           |
| 21    | Kypr        | O      | Christos Palates           |
| 23    | Portugalsko | O      | Ginho                      |
| 33    | Kypr        | O      | Lakis Nikita               |
| 70    | Portugalsko | Z      | Rui Lopes                  |
| 77    | Kypr        | O      | Christos Constantinou      |
| 89    | Řecko       | B      | Ioannis Riganas            |

## Přehled výsledků v evropských pohárech
| Sezóna  | Soutěž                           | Soupeř        | 1. zápas | 2. zápas | Celkem |
| ------- | -------------------------------- | ------------- | -------- | -------- | ------ |
| 2009/10 | Evropská liga UEFA (3. předkolo) | SK Rapid Wien | 2:2      | 1:2      | 3:4    |